# Ursulakapelle (Gressenich)

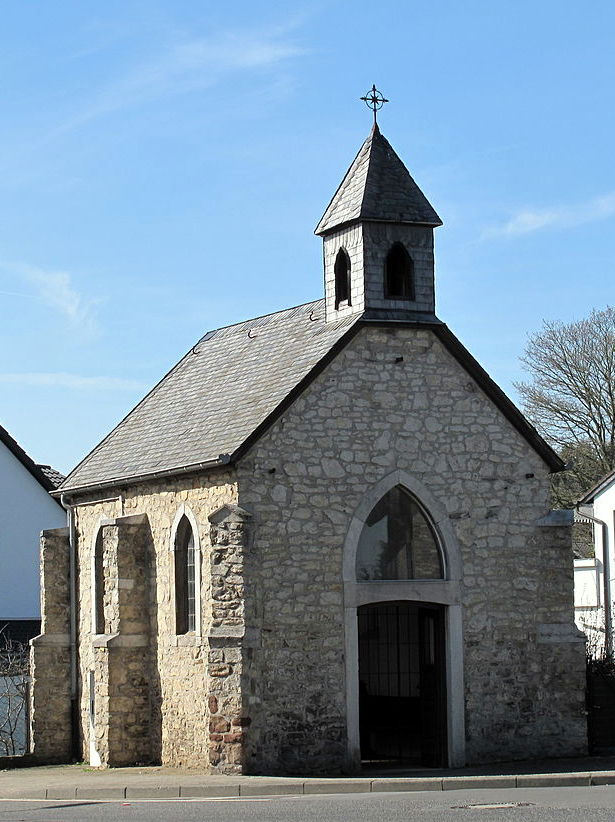
Ursulakapelle in Gressenich

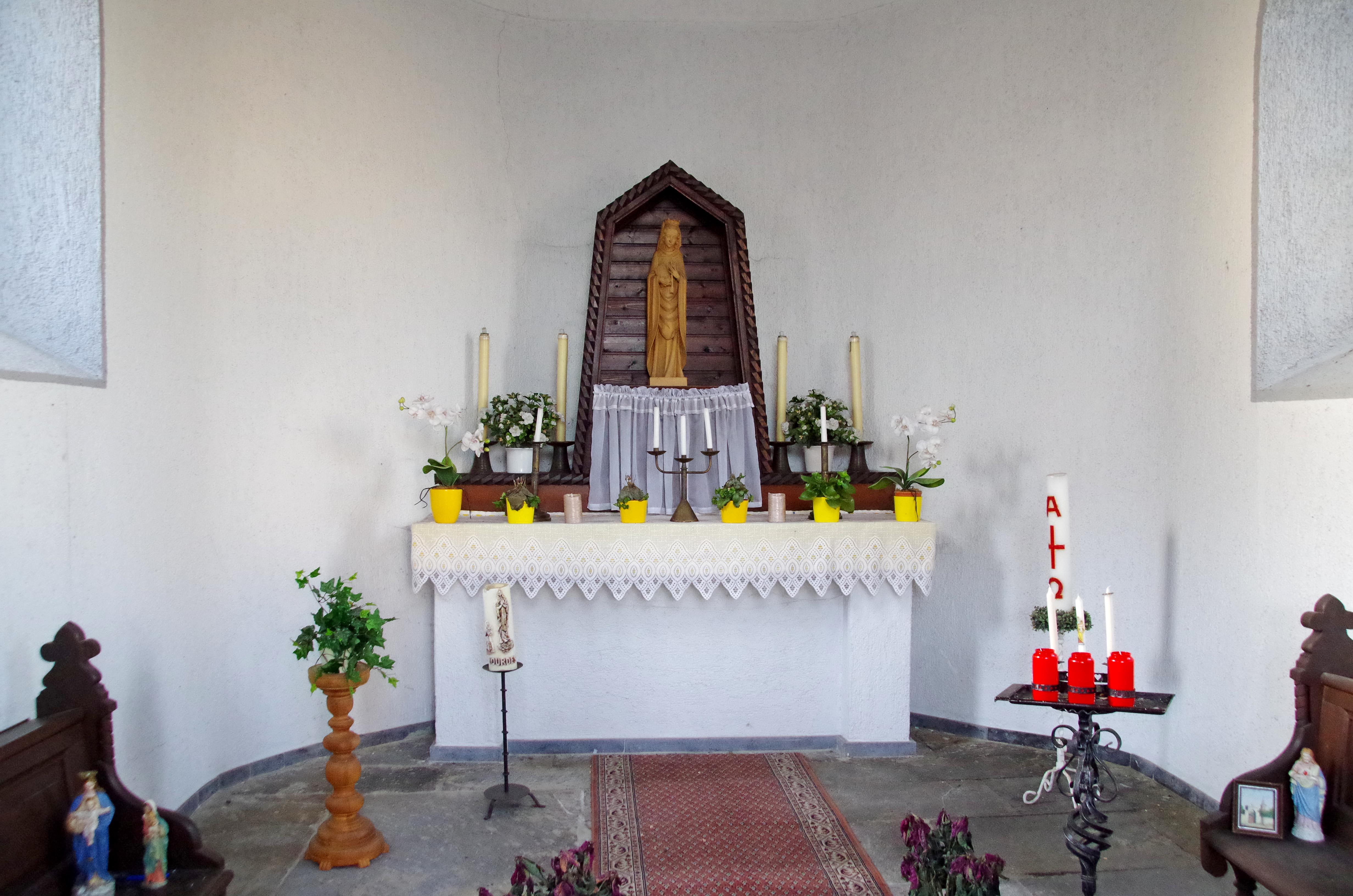
Innenraum mit Altar

Die Ursulakapelle ist ein katholisches Gotteshaus im Stolberger Stadtteil Gressenich.

## Geschichte
Das Gotteshaus stammt aus dem 18. Jahrhundert. Es wurde als Votiskapelle anlässlich einer den Ort bedrohenden Überschwemmungskatastrophe errichtet, ausgelöst durch den der Kapelle benachbarten Omerbach.
Der Bruchsteinbau wurde während des Zweiten Weltkrieges fast vollständig zerstört. Einer Bürgerinitiative gelang es, die Mittel zum Wiederaufbau bereitzustellen. Fronleichnam 1954 wurde die Kapelle geweiht.

## Architektur
Die Kapelle wurde im gotischen Stil errichtet. Sie ist circa 7 Meter lang und 3,70 Meter breit. Charakteristisch ist die dreiseitige Apsis mit Dachreiter über der Westfront. Der Zugang erfolgt über eine rechteckige Tür mit spätgotischem Oberlicht.